# Rib Mountain
Rib Mountain ist eine Siedlung auf gemeindefreiem Gebiet im Marathon County im US-amerikanischen Bundesstaat Wisconsin. Zu statistischen Zwecken ist der Ort zu einem Census-designated place (CDP) zusammengefasst worden. Im Jahr 2010 hatte Rib Mountain 5651 Einwohner.
Rib Mountain ist der Bestandteil der Metropolitan Statistical Area Wausau, die sich mit dem Marathon County deckt.

## Geografie

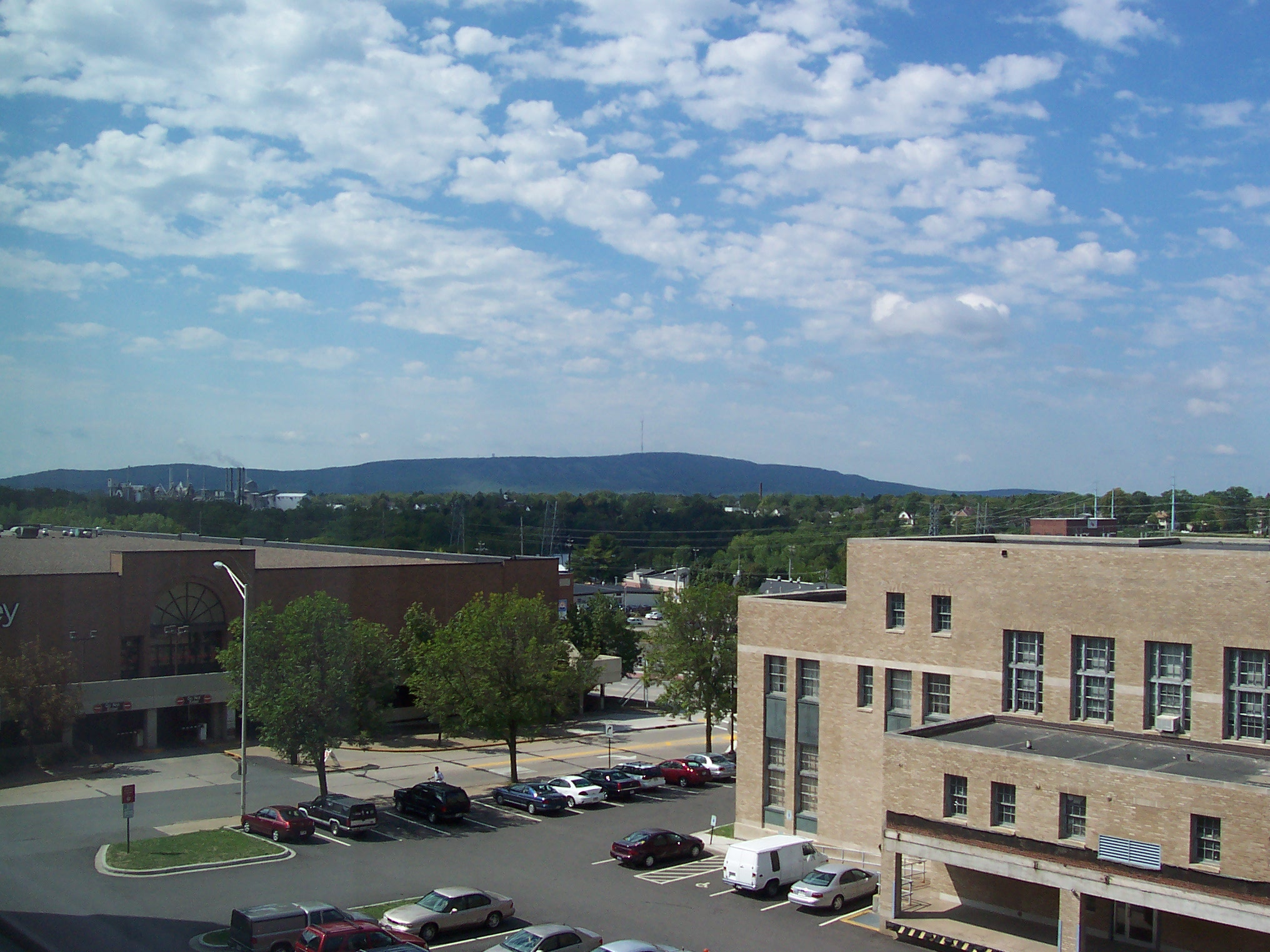
Der Big Mountain von Wausau an gesehen

Der Ort Rib Mountain liegt in der Mitte Wisconsins, am Rib Mountain an der Mündung des Big Rib River in den Wisconsin River, einen linken Nebenfluss des Mississippi. 
Die geografischen Koordinaten von Rib Mountain sind 44°54′46″ nördlicher Breite und 89°40′31″ westlicher Länge. Der Ort erstreckt sich über eine Fläche von 33,8 km², die sich auf 31,4 km² Land- und 2,4 km² Wasserfläche verteilen. Der Ort bildet das Zentrum der Town of Rib Mountain.
Das Bergmassiv liegt im Rib Mountain State Park, zu dem auch das Skigebiet Granite Peak Ski Area gehört.
Nachbarorte von Rib Mountain sind Wausau (nördlich am gegenüberliegenden Ufer des Rib River und nordöstlich am gegenüberliegenden Ufer des Wisconsin River), Schofield (östlich am gegenüberliegenden Ufer des Wisconsin River), Rothschild (südöstlich am gegenüberliegenden Ufer des Wisconsin River), Mosinee (19 km südlich) und Marathon City (18,3 km westlich).
Die neben Wausau nächstgelegenen weiteren größeren Städte sind Green Bay am  Michigansee (150 km ostsüdöstlich), Appleton (159 km südöstlich), Wisconsins größte Stadt Milwaukee (290 km in der gleichen Richtung), Wisconsins Hauptstadt Madison (225 km südlich), La Crosse am Mississippi (227 km südwestlich), Eau Claire (163 km westlich), die Twin Cities in Minnesota (286 km in der gleichen Richtung) und Duluth am Oberen See in Minnesota (372 km nordwestlich).

## Verkehr
Am südöstlichen Ortsrand mündet der vierspurig ausgebaute Wisconsin State Highway 29 in den ebenfalls vierspurig ausgebauten U.S. Highway 51 ein, der in Nord-Süd-Richtung durch Rib Mountain führt. Alle weiteren Straßen sind untergeordnete Landstraßen, teils unbefestigte Fahrwege sowie innerörtliche Verbindungsstraßen.
Mit dem Wausau Downtown Airport befindet sich 12 km nordöstlich ein kleiner Flugplatz. Der nächste Verkehrsflughafen ist der Central Wisconsin Airport in Mosinee (18,8 km südlich).

## Bevölkerung
Nach der Volkszählung im Jahr 2010 lebten in Rib Mountain 5651 Menschen in 2232 Haushalten. Die Bevölkerungsdichte betrug 180 Einwohner pro Quadratkilometer. In den 2232 Haushalten lebten statistisch je 2,53 Personen. 
Ethnisch betrachtet setzte sich die Bevölkerung zusammen aus 93,1 Prozent Weißen, 0,2 Prozent Afroamerikanern, 0,3 Prozent amerikanischen Ureinwohnern, 5,6 Prozent Asiaten sowie 0,3 Prozent aus anderen ethnischen Gruppen; 0,6 Prozent stammten von zwei oder mehr Ethnien ab. Unabhängig von der ethnischen Zugehörigkeit waren 1,0 Prozent der Bevölkerung spanischer oder lateinamerikanischer Abstammung. 
22,4 Prozent der Bevölkerung waren unter 18 Jahre alt, 60,9 Prozent waren zwischen 18 und 64 und 16,7 Prozent waren 65 Jahre oder älter. 49,7 Prozent der Bevölkerung war weiblich.
Das mittlere jährliche Einkommen eines Haushalts lag bei 75.842 USD. Das Pro-Kopf-Einkommen betrug 33.033 USD. 4,3 Prozent der Einwohner lebten unterhalb der Armutsgrenze.